# Anatolij Nurijew
Anatolij Anatolijowycz Nurijew (ukr. Анатолій Анатолійович Нурієв; ur. 20 maja 1996 w Mukaczewie) – ukraińsko-azerbejdżański piłkarz występujący na pozycji pomocnika, reprezentant Azerbejdżanu.

## Kariera klubowa
Wychowanek Szkoły Piłkarskiej w Mukaczewie i BRW-WIK Włodzimierz Wołyński, barwy których bronił w juniorskich mistrzostwach Ukrainy (DJuFL). Karierę piłkarską rozpoczął 24 lipca 2013 w drużynie juniorskiej Howerły Użhorod U-19. Również został zgłoszony do mistrzostw obwodu, jako piłkarz drużyny DJuFK Mukaczewo.
Po bankructwie Howerły Nurijew przeniósł się do FK Serednie, gdzie spędził dwa sezony i był królem strzelców mistrzostw obwodu. Skuteczna gra młodego napastnika przyciągnęła uwagę zawodowych klubów w kraju, dlatego w lutym 2018 został zaproszony nad brzeg Dniepru do Stal Kamieńskie. 10 marca 2018 debiutował w podstawowym składzie Stali w meczu z Zirką Kropywnycki (2-1). Ale i tym razem nie pograł dłużej w Premier-lidze - rozpadła się kolejna z jego drużyn. W lipcu 2018 został piłkarzem FK Mynaj, któremu pomógł w 2020 awansować do Premier-lihi.

## Kariera reprezentacyjna
W 2019 roku występował w studenckiej reprezentacji Ukrainy.
24 marca 2021 zadebiutował w reprezentacji Azerbejdżanu w przegranym 0:1 meczu z Portugalią w Turynie.

## Sukcesy
Sabah FK
- Puchar Azerbejdżanu: 2024/25